# Ivanka Trump
Ivana Marie "Ivanka" Trump Kushner (Nova Iorque, 30 de outubro de 1981), é uma empresária, escritora e modelo norte-americana. É filha do 45.º e 47.º presidente dos Estados Unidos, Donald Trump e serviu como conselheira sênior no governo de seu pai por opção, visto que assumiu essa posição que é não remunerada depois que questões éticas foram levantadas sobre nepotismo e ela ter acesso a material confidencial, sem ter posição oficial de funcionária federal. Ela e seu esposo Jared Kushner estão sendo investigados sob acusações de lavagem de dinheiro. Declarações federais implicaram que, em 2017, Ivanka e seu marido tem ativos de mais de US$ 850 milhões.
Foi o primeira membro judaico de uma Primeira Família dos Estados Unidos, tendo se convertido ao judaísmo após seu casamento.

## Infância e educação
Ivanka é filha da ex-modelo Ivana Trump com o empresário e Donald Trump. Nasceu em Manhattan, Nova York. Seu pai tem ascendência alemã e escocesa, e sua mãe tem ascendência tcheca e austríaca. Durante a maior parte de sua vida, ela foi apelidada de "Ivanka", uma forma diminuta de Ivana em sua língua materna. Os pais de Trump se divorciaram em 1992, quando ela tinha dez anos de idade. Tem dois irmãos, Donald Jr. e Eric, uma meia-irmã, Tiffany, e um meio-irmão, Barron.
Frequentou a Chapin School em Manhattan até os 15 anos, quando foi transferida para o Choate Rosemary Hall, no estado de Connecticut. Ela caracterizou a "vida de internato" de Choate como sendo uma "prisão", enquanto seus "amigos em Nova York estavam se divertindo".
Frequentou a Universidade de Georgetown por dois anos, e depois foi transferida para a  Universidade da Pensilvânia, onde se graduou em economia em 2004. Além de inglês, Ivanka Trump fala francês e entende tcheco.

## Campanha presidencial de 2016
Em 2015 apoiou a campanha presidencial de seu pai e defendeu o pai de acusações. Em agosto, seu pai, Trump, afirmou que ela era a principal assessora de sua campanha e disse que foi ela que o levou para a elaboração de seu ponto de vista das mulheres.
Após a eleição de seu pai, Ivanka usou uma pulseira. Sua empresa então usou uma explosão de emails para promover a aparência do acessório. Depois de críticas à "monetização", a empresa rapidamente pediu desculpas. Em janeiro de 2017, o artista Richard Prince devolveu um pagamento de US $ 36.000 recebido por uma obra feita com Ivanka e negou sua criação. Outros artistas participaram de um movimento criado pelo Halt Action Group chamado @dear_ivanka, que visava mudar as políticas de Trump. Entre os seus apoiantes estavam o artista contemporâneo Alex Da Corte, que disse a Ivanka para ficar longe de suas pinturas depois que ela apareceu na frente de uma obra dele em um post na mídia social.
Quando mais jovem, Ivanka disse a respeito de suas opiniões políticas: "Como muitos dos meus companheiros ípsilons, não me considero categoricamente Republicana ou Democrata." Em 2007, doou mil dólares para a campanha presidencial de Hillary Clinton e em 2012, endossou sua doação à Mitt Romney para presidente. Em 2013, Ivanka e seu marido, organizaram uma campanha para arrecadação de fundos a Cory Booker para o senado. O casal junto doou mais de 40 mil dólares para Booker durante sua campanha. Na sexta-feira, 20 de janeiro de 2017, ela participou da inauguração do pai no Capitólio dos Estados Unidos, em Washington, D.C., quando Trump assumiu o cargo de 45º presidente dos Estados Unidos.

## Assessora do Presidente dos Estados Unidos

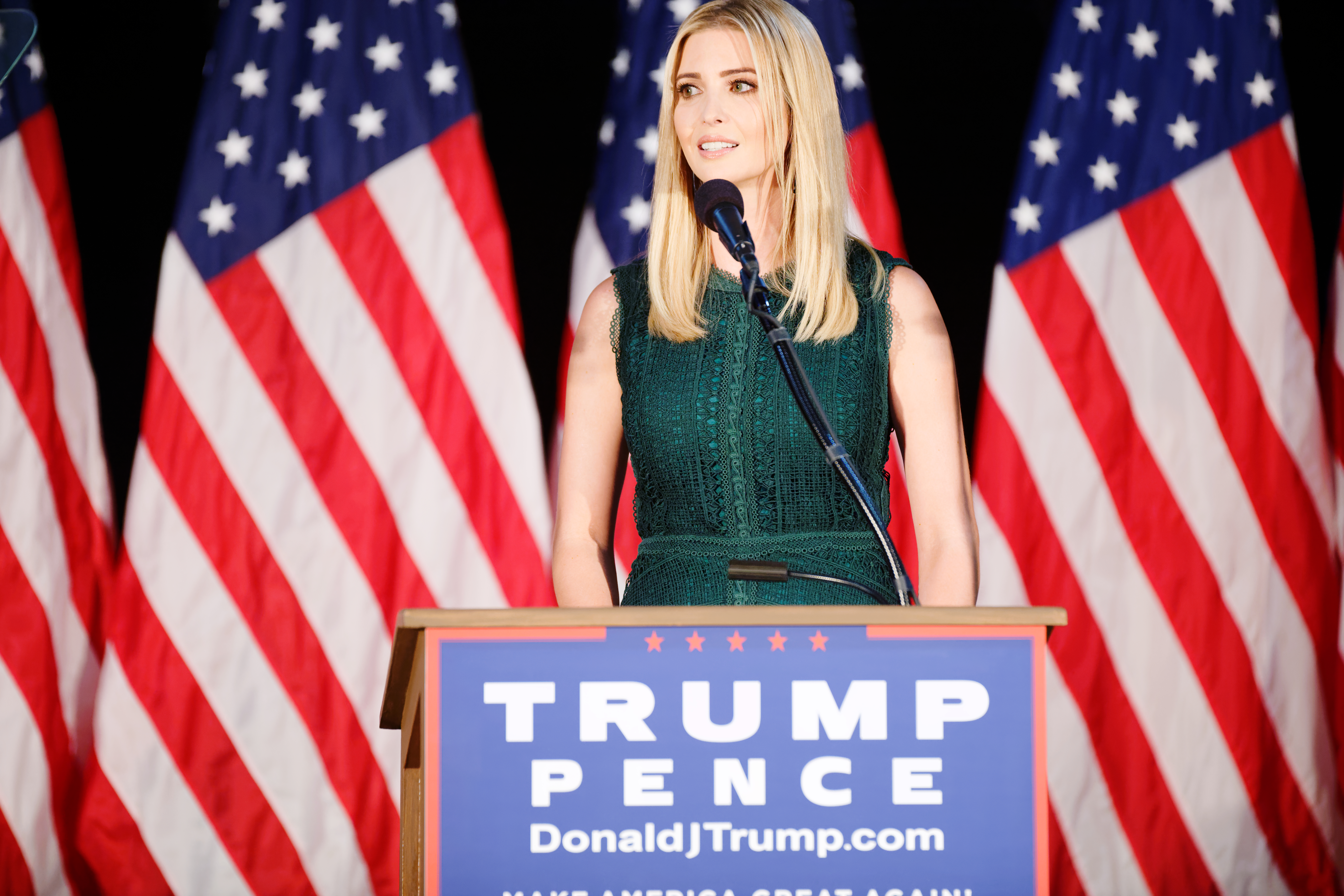
Ivanka Trump em um comício de seu pai em Aston, Pensilvânia (setembro de 2016)

No início de 2017, ela deixou seu cargo na Organização Trump; a empresa também removeu imagens de Ivanka e Donald Trump de seus sites, de acordo com o conselho oficial sobre as regras federais de ética. Depois de aconselhar seu pai em caráter não oficial durante os dois primeiros meses de sua administração, ela foi nomeada Assessora do Presidente, uma funcionária do governo, em 29 de março de 2017. Ela não recebe salário.
Nos primeiros meses da presidência de seu pai, alguns comentaram que ela estava ocupando um papel de primeira-dama, enquanto a  Melania Trump permanecia em Nova York. Donald fez comentários inapropriados, de conotação sexual sobre sua filha, como "Eu disse que se Ivanka não fosse minha filha, talvez eu namorasse com ela” e "É errado ser mais sexualmente atraído por sua própria filha do que sua esposa?." Quando questionada sobre isso, Ivanka disse não se importar.
O biógrafo e jornalista Michael Wolff escreveu um livro baseado em inúmeras entrevistas com membros do círculo de Donald Trump. Em um extrato deste livro, Wolff alega que Ivanka e seu marido chegaram a um acordo que "se em algum momento no futuro a oportunidade surgir, ela seria a única a concorrer à presidência"
No início de abril de 2017, o governo da China ampliou as marcas registradas para os negócios de Trump . No mesmo dia, Donald Trump recebeu o presidente chinês, Xi Jinping, em Mar-A-Lago, e Ivanka e Kushner sentaram-se ao lado do líder chinês e sua esposa, Peng Liyuan, no jantar oficial. Também durante a visita, a filha dela, de cinco anos, Arabella, cantou uma canção tradicional chinesa, em mandarim, para Xi. O vídeo, que foi elogiado pela mídia estatal chinesa, tocou mais de 2,2 milhões de vezes na popular portal de notícias.
Antes do final do mês, Ivanka e sua chefe de gabinete, Julie Radford viajaram para a primeira cúpula feminina de W20, organizado pelo Conselho Nacional das Organizações Alemãs de Mulheres e pela Associação de Mulheres Empresárias Alemãs.  Na conferência, Ivanka falou sobre os direitos das mulheres; ela foi vaiada pela platéia quando elogiou seu pai como defensora das mulheres.
Ela foi acusada de apropriação cultural quando usou vestimentas típicas indianas, ao visitar a Índia. Foi chamada de "superficial" e "Barbie Botoxada" pelos veículos Indianos e internacionais. Ivanka ficou sensibilizada pelo ocorrido, um oficial da casa Branca procurou retratar-se com a designer Tory Branch, cujas roupas foram usadas por Ivanka na viagem e a equipe manifestou-se sobre o ocorrido.
Ivanka também recebeu críticas por atuar como secretária de Estado após a demissão de Rex Tillerson ao se encontrar com o chanceler sul-coreano, uma missão inapropriada para alguém sem experiência no governo, e questões éticas sobre nepotismo entraram em pauta na administração de Trump.
O Congresso aprovou uma legislação de reforma tributária que inclui um crédito fiscal ampliado para creches, projeto que Ivanka fez campanha.
Ivanka falou "É bastante inapropriado perguntar a uma filha se ela acredita nos acusadores de seu pai. (...) Eu não acho que seja uma pergunta que você faria a muitas outras filhas." quando questionada se acreditava nas acusadoras de seu pai por abuso sexual. Ela foi criticada pela resposta, por querer poder sem responsabilidade, considerando que o presidente além de ser seu pai é também seu chefe, e por isso a pergunta era pertinente para qualquer conselheiro sênior da Casa Branca.
Seu marido, Jared Kushner era conhecido por ter desempenhado um papel de liderança em acordos entre a Organização Trump e um cidadão russo e se gabou de seus laços com altos funcionários do Kremlin. Ivanka Trump serviu como um executiva sênior da Organização  desempenhou  um papel central na empresa e consequentemente nas ligações entre Estados Unidos e Russia. Ela está sendo investigada pelo FBI por lavagem de dinheiro e a suposta ligação entre o governo de seu pai e o governo Russo.

## Carreira

### Negócios
Era vice-presidente executiva do departamento de Desenvolvimento e Aquisições do grupo empresarial The Trump Organization, e estava envolvida em todos os aspectos na empresa de venda de imóveis, hotéis e gestão de iniciativas. Lançou sua própria marca, Ivanka Trump. É uma empresária de quarta geração que seguiu os passos de sua bisavó Elizabeth Christ Trump, que fundou a empresa, seu avô Fred Trump e o pai Donald Trump. Ivanka eram vice-presidentes executivos da empresa familiar.
Antes de entrar para os negócios de sua família, Ivanka trabalhou  para a Forest City Realty Trust, em 2007 juntou-se com a Dinamica Diamond Corp., uma companhia de empreendimentos de diamantes, para projetar e introduzir uma linha de joias na loja de varejo da marca que tem seu nome, Ivanka Trump, na Madison Avenue. Em 2007, ela formou uma parceria com um fornecedor de diamantes, a Dynamic Diamond Corp., para criar a linha de jóias de diamante e ouro Ivanka Trump Fine Jewelry, vendida em sua primeira loja de varejo em Manhattan.. Como CEO do conglomerado empresarial The Trump Organization, trabalhou em conjunto com seus irmãos Donald Trump Jr. e Eric Trump, serviu em um conselho de 100 Mulheres no Fundo Hedge, uma organização da indústria que fornece suporte para as mulheres profissionais em finanças.
Tem sua própria linha de artigos de moda, incluindo roupas, bolsas, sapatos e acessórios. Está disponível na maioria das grandes lojas de departamento dos EUA, sua marca tem sido alvo de críticas por supostamente copiar e plagiar projetos de outros designers, e pela PETA e outros ativistas de direitos dos animais pelo uso de peles de coelhos. Em 2016, a U.S. Consumer Product Safety Commission, Comissão de Segurança de Produtos de Consumo dos EUA, lembrou "de Ivanka Trump" com a marca de lenços, pelo fato deles não atenderem as normas federais. Outra análise, também em 2016, observou que a maior parte da linha de moda foi produzida fora dos EUA. Ela lançou quatros livros, relacionados a negócios, o mais recente "Women who work" foi lançado universalmente com vendas inexpressivas. Em fevereiro de 2017, as redes de lojas de departamento Neiman Marcus e Nordstrom abandonaram a linha de moda de Trump, citando "desempenho ruim".

### Modelo
Foi capa em 1997 aos dezessete anos, desde então tem andado em passarelas de moda para Versace, Marc Bouwer e Thierry Mugler. Fez campanhas publicitárias para Tommy Hilfiger e Sassoon, destacou-se nas capas da Forbes, Golf Magazine, Avenue Magazine, Elle México e Top Choice Magazine, em outubro de 2007 na edição da Harper's Bazaar, diversas vezes foi destaque também na Love FMD magazine.
Ficou posição 83 em 2007 na Maxim Hot 100. Ela colocou também o Número 99 no Top 99 das Mulheres de 2007 e, em seguida, em 84, na edição de 2008 no AskMen.com.

### Aparições na televisão
Em 2006, substituiu Carolyn Kepcher em cinco episódios e nas temporadas seguintes no programa de televisão de seu pai, “The Apprentice 5”, O Aprendiz, a primeira vez junto com seu pai, Trump, visitou o local de tarefas e falou com as equipes concorrentes, fazendo-lhes perguntas incisivas. Ela também avaliou participantes na sala de reuniões, apontando erros críticos e refutando desculpas que os participantes ofereceram quando perderam as provas. Apesar de inicialmente ser antipática com os competidores do reality, Ivanka disse mais tarde: "Sempre que eu vejo as suas avarias, eu entendo. São praticamente 24 horas por dia e cada tarefa leva cerca de três dias ao menos que ganhem, eles não têm um dia de folga... É uma quantidade incrível de trabalho...". Ivanka colaborou com a temporada 5, tendo o vencedor o participante Sean Yazbeck.
Em 2003, ela foi destaque em Born Rich, um documentário sobre a experiência de crescer como uma criança em uma das famílias mais ricas do mundo. Ela e Kushner tiveram uma participação especial na série Gossip Girl

## Religião
Ela foi criada Presbiteriana. Antes de seu casamento, em julho de 2009, depois de estudar com o rabino Elie Weinstock da Escola Moderna Ortodoxa Ramaz, ela teve uma conversão ao Judaísmo ortodoxo e tomou o nome Yael. Ela descreve sua conversão como "viagem incrível e bela" e que seu pai apoiou seus estudos desde o primeiro dia, devido ao seu respeito pela religião judaica. Ela atesta manter uma dieta kosher e observar o sábado judaico, dizendo em 2015: "Nós somos muito observadores... Foi uma grande decisão de vida para mim... Eu realmente acho que com o judaísmo, ele cria um plano incrível para a conectividade familiar. Na sexta-feira ao sábado, não fazemos nada além de sair um com o outro. Nós não fazemos telefonemas. Ela envia sua filha para o jardim de infância em uma escola judaica em Nova York. Ivanka diz que "é uma bênção para mim tê-la voltar para casa todas as noites e compartilhar comigo o hebraico que ela aprendeu e cantar canções para mim ao redor das férias." Ela visitou o Ohel (túmulo do Rebe Lubavitch), um popular local de peregrinação, pouco antes da eleição de seu pai.

## Casamento e filhos
Em 2005, ela começou a namorar o herdeiro do setor imobiliário Jared Kushner, a quem conheceu através de amigos em comum. O casal se separou em 2008 devido às objeções dos pais de Kushner, mas eles se reuniram novamente e se casaram em uma cerimônia judaica em 25 de outubro de 2009. Eles têm três filhos: Arabella Kushner, Theodore James Kushner, e Joseph Frederick Kushner, nascidos em 2011 e mais tarde. Em uma entrevista no The Dr. Oz Show, Ivanka revelou que sofreu de depressão pós-parto após cada uma de suas gestações.
Em janeiro de 2017, foi anunciado que Ivanka e seu marido haviam tomado providências para estabelecer uma casa no bairro de Kalorama, em Washington, D.C.
Em uma entrevista em 2018, o compositor e produtor musical Quincy Jones afirmou que ele tinha namorado Ivanka, 47 anos mais nova que ele. Ela também relacionou-se brevemente com o ator Topher Grace, o produtor cinematográfico James Gubelmann e o ex-ciclista Lance Armstrong.

## Publicações
- Mulheres Inteligentes Jogam Para Ganhar (2009)
- Women Who Work: Rewriting the Rules for Success (2017)